# ГЕС Копс І
ГЕС Копс І — гідроелектростанція на крайньому заході Австрії в провінції Форарльберг, споруджена в долині Монтафон, через яку протікає річка Ілль (права притока Рейну). Використовує ресурси північного схилу хребта Сільвретта (Silvretta Alps) та південного схилу хребта Ферваль (Verwall Alps).
Накопичення ресурсу для роботи станції здійснюється за допомогою водосховища Копсзе, створеного арковою греблею висотою 122 метри та довжиною 400 метрів на струмку Zeinisbach, який стікає з району перевалу Zeinisjoch. Останній відділяє Сільвреттські Альпи на півдні від Фервальських на півночі, а також долину правої притоки Ілля Вербеллабах (до якої впадає щойно згаданий Zeinisbach) на заході від долини Трісанни, яка через Інн відноситься до басейну Дунаю, на сході. Водосховище має площу поверхні 1 км2 та об'єм 42,9 млн м3. Дещо вище від нього на Zeinisbach за допомогою земляної греблі створене друге сховище Zeinisbecken.
До Копсзе збирається вода з обох боків водорозділу Рейн/Дунай — як із Вербеллабаху (в басейні якого розташоване це сховище), так і за допомогою дериваційного тунелю із насосною станцією Клейнвермюнт із Трісанни (у верхів'ї носить назву Вермюнтбах) та її правих приток (Джаммталбах, Lareinbach, Fimbabach).
Із Копсзе по дериваційному тунелю вода подається до машинного залу, розташованого у долині Монтафон поблизу Партенена, на протилежному боці Ілля від станції Вермюнт. При цьому забезпечується напір у 780 метрів. Відпрацьована вода відводиться до нижнього балансуючого резервуару, з якого через дериваційний тунель може постачатись до групи електростанцій Родунд.
Машинний зал створений у підземному виконанні та обладнаний трьома турбінами типу Пелтон (дві введені в експлуатацію у 1969-му, ще одна у 1970 році), загальною потужністю 245 МВт. В окремому підземному приміщені розташовані трансформатори.
Видача електроенергії відбувається по ЛЕП, що працює під напругою 220 кВ.
На початку 21 століття поряд зі станцією спорудили ГАЕС Копс ІІ, яка використовує як верхній резервуар створене раніше водосховище Копсзе.